# Championnat de Croatie de football 2021-2022
Navigation
Saison 2020-2021 Saison 2022-2023
La saison 2021-2022 de Prva Liga est la trente-et-unième édition de la première division croate. La saison régulière prend place du 16 juillet 2021 au 21 mai 2022.
Les dix meilleurs clubs du pays sont regroupés au sein d'une poule unique où ils s'affrontent à quatre reprises, deux fois à domicile et à l'extérieur, pour un total de 180 matchs. Le tenant du titre est le Dinamo Zagreb.
En fin de saison, le premier au classement est sacré champion de Croatie et se qualifie directement pour le deuxième tour de qualification de la Ligue des champions 2022-2023. Le vainqueur de la Coupe de Croatie 2021-2022 se qualifie pour le troisième tour de qualification de la Ligue Europa Conférence 2022-2023 et les deuxième et troisième du championnat se qualifient pour le deuxième tour de qualification de la Ligue Europa Conférence 2022-2023. La place du vainqueur de la Coupe peut être réattribuée au troisième du championnat si celui-ci est déjà qualifié pour une compétition européenne par le biais du championnat, rendant la quatrième place également qualificative. Dans le même temps, le dernier du classement est directement relégué en deuxième division.

## Participants
Un total de dix équipes participent au championnat, neuf d'entre elles étant déjà présentes la saison précédente, auxquelles s'ajoute le HNK Šibenik, promu de deuxième division qui remplace l'Inter Zaprešic, relégué lors de la dernière édition.
Parmi ces clubs, quatre d'entre eux n'ont jamais quitté le championnat depuis sa fondation en 1992 : le Dinamo Zagreb, l'Hajduk Split, le NK Osijek et l'HNK Rijeka. En dehors de ceux-là, le Slaven Belupo évolue continuellement dans l'élite depuis 1996 tandis que l'Istra 1961 et le Lokomotiva Zagreb sont présents depuis 2009.
Légende des couleurs
- Premier tour de qualification pour champions de la Ligue des champions 2021-2022
- Deuxième tour de qualification pour non-champions de la Ligue Europa Conférence 2021-2022
- Promu de deuxième division

| Club                 | Se maintient depuis | Classement 2020-2021 | Entraîneur         | Stade                 | Capacité théorique |
| -------------------- | ------------------- | -------------------- | ------------------ | --------------------- | ------------------ |
| Dinamo Zagreb        | 1992                | 1                    | Damir Krznar       | Stade Maksimir        | 35 123             |
| NK Osijek            | 1992                | 2                    | Nenad Bjelica      | Stade Gradski vrt     | 17 061             |
| HNK Rijeka           | 1992                | 3                    | Goran Tomic        | Stade Rujevica        | 8 279              |
| Hajduk Split         | 1992                | 4                    | Jens Gustafsson    | Stade de Poljud       | 34 198             |
| HNK Gorica           | 2018                | 5                    | Krunoslav Rendulic | Stade Radnik          | 8 000              |
| HNK Šibenik          | 2020                | 6                    | Mario Rosas        | Stade Šubićevac       | 3 412              |
| Slaven Belupo        | 1996                | 7                    | Dean Klafuric      | Stade Ivan Kušek-Apaš | 3 205              |
| Lokomotiva Zagreb    | 2009                | 8                    | Silvijo Cabraja    | Stade Kranjčević      | 5 350              |
| Istra 1961           | 2009                | 9                    | Gonzalo García     | Stade Aldo Drosina    | 9 800              |
| Hrvatski Dragovoljac | 2021                | 1 (D2)               | Miroslav Kuljanac  | Stade Kranjčević      | 5 350              |

1. 1 2 3 4  On ne peut pas exactement parler de promotion pour ce club puisqu'il a directement rejoint la première division dès 1992, date de création du championnat. Depuis cette date, il n'a jamais connu de relégation.

## Compétition

### Classement
Le classement est établi sur le barème de points classique (victoire à 3 points, match nul à 1, défaite à 0). Pour départager les égalités, on tient d'abord compte des points en confrontations directes, puis de la différence de buts en confrontations directes, puis de la différence de buts générale, puis du nombre de buts marqués et enfin du nombre de point de fair-play.